# Hosiden
Hosiden (ホシデン株式会社, Hoshiden Kabushiki Kaisha) (TYO: 6804) est une société d'électronique japonaise fabricant des composants et équipements dans le secteur industriel de la vidéo, des télécommunications et de l'automobile. Son siège est basé à Yao (Osaka) et elle exploite 19 usines, employant plus de 12 000 personnes.

## Présentation
Sa production comprend principalement la connectique, les connecteurs de carte à mémoire, les écrans à LCD et les micro commutateurs.
Elle est connue pour avoir développé, breveté et fabriqué les connecteurs S-Video à 4 broches ou connecteurs Ushiden/Oshiden, souvent improprement attribués à la norme allemande DIN.
La société Hosiden Besson Limited a été fondée en 1957, alors fabricant de pièces détachées pour le service public de santé britannique. Elle a été cédée à Crystalate Electronics en 1971 pour former le groupe Besson, spécialiste des moules à injection, la conception et la fabrication de circuits imprimés. Le 2 mars 1990, ce groupe devient la propriété d'Hosiden Corporation. Son champ d'activité comprend désormais la recherche, le développement et la distribution d'équipements acoustiques, électroniques et appareils de transmission.